# Cer (núi)
Cer (phát âm [tsɛr]) là một ngọn núi ở phía tây Serbia, 30 km từ Šabac, 100 km về phía tây thủ đô Belgrade. Đỉnh cao nhất có độ cao 689 m (2.260 ft) trên mực nước biển. Cer có nhiều rừng cây sồi Quercus cerris.
Trong Thế chiến thứ nhất, trận Cer đã xảy ra trên núi này vào tháng 8 năm 1914, trong đó lực lượng Serbia đánh bại Áo-Hungary.